# Nancy Haigh
Nancy Haigh (geb. vor 1968) ist eine US-amerikanische Szenenbildnerin.

## Leben
Haigh schloss 1968 ihr Studium am Massachusetts College of Art and Design ab. Ihre Filmkarriere begann sie 1983 als Crewmitglied bei Francis Ford Coppolas Rumble Fish. Es folgten einige weitere Assistenzpositionen bei Filmproduktionen wie Hitcher, der Highway Killer. 1988 war sie erstmals als Szenenbildnerin für Julien Temples Science-Fiction-Film Zebo, der Dritte aus der Sternenmitte mit Geena Davis, Jeff Goldblum und Jim Carrey in den Hauptrollen tätig. Zwei Jahre später arbeitete sie an Miller’s Crossing erstmals mit Ethan und Joel Coen zusammen. Seither wirkte Haigh an einem Großteil der Filme der Coen-Brüder mit, und bereits für ihre zweite Zusammenarbeit erhielt sie 1992 ihre erste Oscarnominierung. Ausgezeichnet wurde sie in diesem Jahr jedoch für Barry Levinsons Gangsterfilm Barton Fink. Weitere Oscarnominierungen erhielt sie für Forrest Gump, Road to Perdition und Dreamgirls.
2011 wurde sie für ihre zehnte Zusammenarbeit mit den Coen-Brüdern, True Grit, erneut für den Oscar nominiert. Eine weitere Nominierung folgte 2017 für Hail, Caesar!. Bei beiden Produktionen arbeitete sie mit Jess Gonchor zusammen.

## Filmografie (Auswahl)
- 1988: Zebo, der Dritte aus der Sternenmitte (Earth Girls Are Easy)
- 1989: Feld der Träume (Field of Dreams)
- 1990: Miller’s Crossing
- 1991: Barton Fink
- 1991: Bugsy
- 1991: Schuldig bei Verdacht (Guilty by Suspicion)
- 1992: Ein ganz normaler Held (Hero)
- 1994: Forrest Gump
- 1994: Hudsucker – Der große Sprung (The Hudsucker Proxy)
- 1995: Waterworld
- 1996: Mars Attacks!
- 1998: Die Truman Show (The Truman Show)
- 1998: Fear and Loathing in Las Vegas (Angst und Schrecken in Las Vegas)
- 2000: A.I. – Künstliche Intelligenz (Artificial Intelligence: AI)
- 2000: O Brother, Where Art Thou? – Eine Mississippi-Odyssee (O Brother, Where Art Thou?)
- 2002: Road to Perdition
- 2003: Ein (un)möglicher Härtefall (Intolerable Cruelty)
- 2004: The Ladykillers
- 2006: Dreamgirls
- 2007: Der Krieg des Charlie Wilson (Charlie Wilson's War)
- 2007: No Country for Old Men
- 2008: Burn After Reading – Wer verbrennt sich hier die Finger? (Burn After Reading)
- 2009: A Serious Man
- 2010: True Grit
- 2016: Hail, Caesar!
- 2016: Café Society
- 2016: Live by Night
- 2018: The Ballad of Buster Scruggs
- 2019: Once Upon a Time in Hollywood
- 2020: A Quiet Place 2
- 2021: Macbeth

## Auszeichnungen (Auswahl)
- 1992: Oscarnominierung für Barton Fink
- 1992: Oscar für Bugsy
- 1995: Oscarnominierung für Forrest Gump
- 2003: Oscarnominierung für Road to Perdition
- 2006: Satellite-Award-Nominierung für Dreamgirls
- 2007: Oscarnominierung für Dreamgirls
- 2011: BAFTA-Nominierung für True Grit – Vergeltung
- 2011: Oscarnominierung für True Grit – Vergeltung
- 2014: Satellite-Award-Nominierung für Die fantastische Welt von Oz
- 2017: BAFTA-Nominierung für Hail, Caesar!
- 2017: Oscarnominierung für Hail, Caesar!
- 2019: Satellite-Award-Nominierung für Once Upon a Time in Hollywood
- 2020: BAFTA-Nominierung für Once Upon a Time in Hollywood
- 2020: Oscar für Once Upon a Time in Hollywood
- 2022: Oscarnominierung für Macbeth